# Apatelodes singularis
Apatelodes singularis is een vlinder uit de familie van de Apatelodidae. De wetenschappelijke naam van de soort is, als Endropia singularis, voor het eerst geldig gepubliceerd in 1881 door Arthur Gardiner Butler.